# 火水木

## 概要
火水木（ひみずき）とは主に大阪府吹田市で遊ばれている、ケイドロに三すくみの要素を加えた、学童キャンプから生まれた三角鬼ごっこに類似したご当地遊びである。

## 遊び方
- 火、水、木の3チームに分かれる。この時それぞれの所属チームが分かるようにする。（帽子をかぶる向き(ツバの向き)が、前、後ろ、無帽(もしくは横)や、赤白帽を使う場合の赤、白、無帽、3色の鉢巻や色付きゼッケンを使うなど）
- それぞれの陣地を決め、全員が自陣に入る。
- ゲームが始まると、火は木を、木は水を、水は火を追いかけ、タッチをしにいく。この時、自陣に入れば他のチームにはタッチされない。自陣に籠りすぎ、ゲームが楽しくなくなることへの懸念から、自陣に入るのは連続して30秒までとするルールもある。
- タッチされれば、タッチされたチームの陣地に行き、捕虜となる。捕まっていない味方にタッチされれば、逃げられる。
- 制限時間を決め、制限時間になった時に捕虜になっていない人の数、捕虜の数などで勝敗を決める。

## 歴史
誕生の経緯
火水木は、1975年の服部緑地での吹田市立吹田第三小学校学童保育合宿で誕生した。合宿に参加していた中矢道一が、異年齢の子供でも対等に楽しめる遊びとして、疎開していた朝鮮の海軍宿舎で遊んでいた、『水雷、本艦、駆逐艦』という遊びを提案したが、「軍隊のような名前はいかがなものか」という意見が出たので、『火、水、木』という名前に変更した。
その後の広まり
その後、火水木は吹田第三小学校の学童で人気を博し、吹田市内の異なる学校にも、指導員（学童の教師）同士の勉強会や複数の学童での交流会を通して広まっていった。現在は学童保育のみならず、体育の授業でも遊ばれており、吹田市の体育の教科書にも掲載されている。。また三すくみをわかりやすくするため、じゃんけん(片手を上げてじゃんけんの手の形を示す)を使う場合もある。
火水木世界大会
吹田市は、2020年に市政施行80周年記念事業として、火水木世界大会を開催する予定だったが、2020年9月に新型コロナウイルス感染拡大の影響を受け、火水木世界大会を中止することを公式に発表した。